# Т́
Cette page contient des caractères spéciaux ou non latins. S’ils s’affichent mal (▯, ?, etc.), consultez la page d’aide Unicode.
Té accent aigu (majuscule : Т́, minuscule : т́) est une lettre de l’alphabet cyrillique utilisée dans l’écriture du selkoupe de la Ket moyenne.

## Représentations informatiques
Le té accent aigu peut être représenté avec les caractères Unicode suivants (cyrillique, diacritique), :
| formes    | représentations | chaînes de caractères | points de code | descriptions                                           |
| --------- | --------------- | --------------------- | -------------- | ------------------------------------------------------ |
| capitale  | Т́               | Т◌́                    | U+0422 U+0301  | lettre majuscule cyrillique té diacritique accent aigu |
| minuscule | т́               | т◌́                    | U+0442 U+0301  | lettre minuscule cyrillique té diacritique accent aigu |